# Claude Tarnaud
Claude Tarnaud, né le 27 mai 1922 à Maisons-Laffitte et mort à Avignon le 3 juin 1991, est un poète et artiste peintre français.

## Biographie
Pendant la Seconde Guerre mondiale, Claude Tarnaud découvre le surréalisme et le jazz, et se dégage de l'emprise d'une mère qu'il juge étouffante. Puis en 1946 il fonde avec Yves Bonnefoy et Jaroslav Serpan la revue La Révolution La Nuit, mais il prend aussitôt ses distances avec le groupe. La même année, il s'installe dans une chambre d'hôtel près du métro Saint-Paul à Paris, avec Claudine Merlin, dite Eaudine. Une fille, prénommée Sylvie, naît le 19 juillet de la même année, alors que le couple déménage pour Ascona, à la frontière italo-suisse. C'est alors que Tarnaud commence à rédiger Le Journal du scorpion, manuscrit perdu, dans lequel il se situe son existence sous les figures allégoriques et antagonistes du scorpion, symbole de libération, et de la chauve-souris, symbole du vampirisme de la mère. Cédric Demangeot écrit que « cette aptitude qu'il se découvre, à “assumer quotidiennement un mythe”, en traquant en l'occurrence les manifestations du scorpion jusque dans les événements les plus infimes du quotidien, est déjà l'ébauche de ce “mythique-vécu” que tous ses écrits à venir mettront en œuvre et interrogeront. » Après un bref retour au domicile familial de Maisons-Laffitte, Tarnaud rompt définitivement avec ses parents et s'installe de nouveau avec Eaudine à Paris.
Il y rencontre alors les figures majeures qui exerceront sur lui une fascination durable : André Breton, Victor Brauner. Il se lie également d'amitié avec Stanislas Rodanski, Alain Jouffroy, Sarane Alexandrian, le peintre Jacques Hérold. Selon les mots de Sarane Alexandrian, ils forment « un quatuor insolite qui scandalisera la vieille garde surréaliste », revenant au dandysme nihiliste des précurseurs du surréalisme, Jacques Vaché, Arthur Cravan, Jacques Rigaut. C'est l'époque de ce qu'il nomme la Nef des fous, et tout le monde vit plus ou moins sous le même toit, Impasse de l'Enfant-Jésus à Paris. Il participe activement à l'Exposition internationale du surréalisme de 1947, et l'année suivante à la revue Néon (5 numéros de janvier 1948 à avril 1949), dont il est un des membres fondateurs avec Stanislas Rodanski, Sarane Alexandrian, Jindřich Heisler et Véra Hérold. Cette revue, à laquelle participent aussi Victor Brauner, André Breton, Charles Duits, Julien Gracq, Benjamin Péret, se propose d'apporter une nouvelle lumière sur le Monde et d'aller du Néant à l'Être, et porte en exergue la formule « N'être rien, Être tout, Ouvrir l'être ». En novembre 1948, en désaccord avec l'exclusion du peintre Roberto Matta, il rompt avec le groupe surréaliste, à l'instar de ses amis Brauner, Rodanski, Alexandrian, Jouffroy. En même temps, assez vite c'est pour Tarnaud « le début d'un isolement qu'il entretiendra, non sans douleur mais sciemment, jusqu'à la fin de sa vie », commençant à se défier de « l'importance » de la littérature comme carrière, pour se réclamer d'un « sourire bouche close », du « seul silence qui sera son suicide. » C'est aussi l'époque où il fait deux lectures capitales et bouleversantes pour lui : Ulysse de James Joyce et Au-dessous du volcan de Malcolm Lowry.
En 1951, il épouse Henriette de Champrel, Gibbsy, rencontrée deux ans plus tôt (après sa séparation d'avec Eaudine) et avec qui il vivra jusqu'à sa mort. Elle illustrera de ses peintures plusieurs textes et poèmes, le plus souvent manuscrits à quelques exemplaires, de Tarnaud. Ensemble, ils partent à Genève où il travaille en tant que traducteur pour l'ONU. En 1952 ils ont une fille prénommée Pierrille. Il publie alors à compte d'auteur son premier livre, The Whiteclad Gambler - Le Joueur blancvêtu ou Les Écrits et les Gestes de H. de Salignac (à l'imprimerie de la Sirène à Genève), sorte de poème épique inclassable, illustré par Henriette, qu'il poursuivra dans ses trois autres proses : La Forme réfléchie (1945), L’Aventure de la Marie-Jeanne ou Le Journal indien (1965) et De (1974).
Il est ensuite associé avec François Di Dio, rencontré en 1952 par l'intermédiaire de Ghérasim Luca, à la direction de la revue Positions publiée aux éditions Le Soleil noir, maison à laquelle il donnera trois ouvrages. Se tenant à l'écart du monde littéraire et de ses simulacres, il estime qu'il importe avant tout d'inventer sa propre vie, en conjurant « l'abîme que l'on a délibérément creusé entre le “vécu” et l'imaginaire », avec la liberté d'une existence et d'une écriture liées dans la même aventure mentale, « mythique-vécue », selon sa propre expression. De cette expérience intérieure d'une autre vérité, Patrice Beray écrit qu'elle déploie « une pensée renouvelée de la portée épique du poème. [...] une vision du monde éprouvé comme une réalité indépassable. [...] poème en effet que ce qui doit être inventé et n'est nulle part écrit, ne ressortit plus à aucune forme léguée du poème, pas plus que ne sont tracés les chemins de vie propres. »
De 1953 à 1966, il participe aux activités du mouvement Phases et collabore à la revue du même nom, dirigée par Édouard Jaguer. 
Tarnaud fut un infatigable voyageur, quittant la Suisse dans le cadre de ses missions diplomatiques pour Mogadiscio, Addis-Abeba, New Delhi ou New York, puis, après avoir démissionné de son poste aux Nations Unies, finit par s'établir en 1969 en Provence, au lieu-dit de Salignan, près d'Apt, devenant alors le voisin de Julio Cortázar, installé à quelques kilomètres de là, au village de Saignon. De son séjour à Mogadiscio, en Somalie, entre 1953 et 1959, Cédric Demangeot écrit : « C'est posté sur ce rivage que Tarnaud, sémaphore de l'invisible, va recommencer à apercevoir, à recevoir de toutes parts et à renvoyer, comme un miroir réfléchit, toute une série de signes, de messages silencieux, chargés du sens le plus troublant, le plus stupéfiant - le sens noir du mystère -, et qu'il se garde bien de décoder ou d'interpréter mais qu'il recueille scrupuleusement, avec toute l'attention et toute la tension dont il est capable. » Cependant, Demangeot ajoute que l'« aventure » errante de Tarnaud ressemblera « de plus en plus à un exil indéfini, vers toujours plus d'esseulement. »  C'est également à Mogadiscio que naît en 1954 son fils Gérard, ou Gerry (mort en 1970).
En 1959 Claude et Gibbsy Tarnaud quittent la Somalie pour New York, où ils vivront jusqu'en 1962, et où il se lie d'amitié avec Eugenio Granell et Wifredo Lam. Tarnaud entretient une relation ambiguë et conflictuelle, entre fascination et dégoût, avec cette « métropole merveilleuse et insane », « Cour des Miracles » où dominent « libéralisme et famine spirituelle », ainsi qu'il l'écrit dans une lettre à Alain Jouffroy : « Cette ville, ce pays sont affreusement débilitants, à la longue, et la révolte sourde et braisée dont on devient vite le récipient ne peut, chez moi, se manifester autrement que par le geste, paralysant tout désir d'écrire. » Néanmoins, passionné de jazz, Tarnaud a la chance d'entendre en concert le pianiste Thelonious Monk, le « désaccordeur voyant » qu'il vénère particulièrement et qui lui permet d'« éprouver les vertus éminemment musicales de la marijuana » (présente, de manière symbolique et lyrique, dans la plupart de ses textes). En 1966, il rencontre Pénélope et Franklin Rosemont qui fondent à Chicago, grâce à lui, le premier groupe surréaliste des États-Unis d'Amérique.
Il resta très proche de Stanislas Rodanski avec lequel il a de nombreux points communs : un certain dandysme, une fascination pour Jacques Vaché et le goût de la « distance ». L'aimant comme un frère, Tarnaud est profondément et durablement affecté par l'internement volontaire et définitif de Rodanski en 1953. Il fut aussi très lié au poète Ghérasim Luca, même si leur amitié fut en crise perpétuelle, et à Marcel Duchamp avec qui il organise en 1961 la grande exposition surréaliste de New York, Surrealist Intrusion in the Enchanters' Domain (Galerie D'Arcy).
Au cours des années 1960-70, il entretient une belle amitié avec Julio Cortázar, rencontré en 1964, lequel le mentionne dans sa présentation de l'ouvrage Le Bestiaire d'Aloys Zötl (1831-1887) , mais également avec le poète Jean Thiercelin, le surréaliste tchèque Petr Král, le poète et peintre Jacques Lacomblez, qui publia dès 1959 certains de ses textes dans sa revue Edda et dont l'amitié ne se démentit jamais jusqu'à sa mort. À propos de ses amitiés et de ses exigences de vivre, Cédric Demangeot note que Tarnaud rêvait toujours d'« être ivre comme on est ami, ou d'être ami comme on est ivre ».
Dans les dernières années de sa vie, hanté par la question du silence, Tarnaud n'écrit quasiment plus, mû par un désir de « tout lâcher » et devenant de plus en plus solitaire, estimant inévitable la compromission du poète, fût-il le plus pur. C'est ainsi qu'il écrit au début de son quatrième et dernier livre de prose intitulé De (dernière syllabe du Bout du monde - texte qu'il commence en 1967, mais laissera inachevé), une sorte de journal d'errance dans l'espace et le temps, à la fois révolté et nihiliste : « je me demande si chaque œuvre, chaque geste que nous commettons publiquement en qualité (notamment, que noue le voulions ou non) d'artistes, n'est pas à plus ou moins longue échéance inévitablement réductible à l'idée de culture qui sous-tend non seulement un système social, économique et conceptuel puant, mais aussi et surtout une construction de l'homme qui apparaît sans issue. »
Pour ultime prise de parole, Tarnaud signe une réponse laconique, de quelques lignes, à une « Enquête sur le silence » de la revue Actuels (numéro 23 consacré à Stanislas Rodanski). Il meurt à Avignon en 1991. Gibbsy Tarnaud meurt à Apt, le 20 février 2014.
Une galerie parisienne lui a consacré une rétrospective en 2009 : on a pu alors découvrir l'univers longtemps occulté d'un inventeur de formes.